# Pidhaïtsi
Pidhaïtsi (en ukrainien : Підгайці) ou Podgaïtsy (en russe : Подгайцы ; en polonais : Podhajce) est une petite ville de l'oblast de Ternopil, en Ukraine, et le centre administratif du raïon de Pidhaïtsi. Sa population s'élevait à 2 500 habitants en 2024.

## Géographie
Pidhaïtsi est arrosée par la rivière Koropets et se trouve à 45 km au sud-ouest de Ternopil.

## Histoire
Les plus anciens documents relatifs à Pidhaïtsi remontent à la construction d'une église catholique en 1463. À l'époque moderne, Pidhaïtsi était un des principaux centres urbains de Podolie occidentale. En 1539, elle reçut des privilèges urbains (droit de Magdebourg). Deux batailles eurent lieu à Pidhaïtsi (Podhajce) entre la république des Deux Nations (Pologne-Lituanie) et les Tatars de Crimée alliés aux Cosaques zaporogues, en 1667 et 1698.
Depuis le premier partage de la Pologne en 1772 jusqu'en 1918, la ville (nommée Podhayce avant 1867) fait partie de la monarchie autrichienne (empire d'Autriche en 1804), puis Autriche-Hongrie (Cisleithanie après le compromis de 1867), chef-lieu du district de même nom, l'un des 78 Bezirkshauptmannschaften (powiats) en province (Kronland) de Galicie (royaume de Galicie et de Lodomérie) en 1900.
Après la Première Guerre mondiale, la ville devint polonaise avec la paix de Riga et fut rattachée à la voïvodie de Tarnopol. En septembre 1939, après le Pacte germano-soviétique, elle fut occupée par l'Armée rouge puis annexée par l'Union soviétique, qui lui accorda le statut de ville. Elle fut envahie par l'Allemagne nazie en 1941.
Avant la Seconde Guerre mondiale, Pidhaïtsi comptait une importante communauté juive. Ils étaient environ six mille au milieu du XIXe siècle, mais leur nombre tomba à 2 827 en 1931. Au début de la Seconde Guerre mondiale, un flot de réfugiés porta le nombre de Juifs à plus de 3 000. Un millier d'entre eux furent déportés au camp d'extermination de Bełżec le 21 septembre 1941 et 1 500 autres le 30 octobre suivant.
La ville était presque entièrement détruite au sortir de la guerre. En 1945 Pidhaïtsi redevint soviétique, dans le cadre de la république socialiste soviétique d'Ukraine. Depuis 1991, Pidhaïtsi fait partie de l'Ukraine indépendante. Les nouvelles armoiries et le gonfalon de la ville furent adoptés le 22 août 1992.

## Patrimoine
À côté de l'église catholique, aujourd'hui en ruine, s'élève l'obélisque de l'écrivain polonais Adam Mickiewicz, érigé en 1897 à l'occasion du centenaire de sa naissance. Le compositeur polonais Frédéric Chopin résida dans une maison de la ville. En raison des invasions des Tatars et de la position de la ville sur la principale route de la Pologne vers le Sud, Pidhaïtsi était entourée par des remparts.

## Population
Recensements (*) ou estimations de la population :
| 1959* | 1970* | 1979* | 1989* | 2001* | 2009  | 2010  |
| ----- | ----- | ----- | ----- | ----- | ----- | ----- |
| 3 033 | 3 230 | 3 343 | 3 661 | 3 280 | 2 946 | 2 947 |

| 2011  | 2012  | 2013  | 2014  | 2015  | 2016  | 2017  |
| ----- | ----- | ----- | ----- | ----- | ----- | ----- |
| 2 937 | 2 908 | 2 866 | 2 830 | 2 806 | 2 795 | 2 761 |